# فرانكو نيرو
فرانكو نيرو (بالإيطالية: Franco Nero)‏ مواليد 23 نوفمبر 1941 في بارما، مملكة إيطاليا، هو ممثل إيطالي بدأ مسيرته الفنية عام 1962.

## أعماله
عديدة منها
- 21 ساعة في ميونخ، بدور "عيسى"

## وصلات خارجية
- فرانكو نيرو على موقع IMDb (الإنجليزية)
- فرانكو نيرو على موقع مونزينجر (الألمانية)
- فرانكو نيرو على موقع قاعدة بيانات الأفلام العربية
- فرانكو نيرو على موقع ألو سيني (الفرنسية)
- فرانكو نيرو على موقع ميوزك برينز (الإنجليزية)
- فرانكو نيرو على موقع تيرنر كلاسيك موفيز (الإنجليزية)
- فرانكو نيرو على موقع أول موفي (الإنجليزية)
- فرانكو نيرو على موقع قاعدة بيانات الأفلام السويدية (السويدية)
- فرانكو نيرو على موقع إن إن دي بي (الإنجليزية)
- فرانكو نيرو على موقع ديسكوغز (الإنجليزية)
- فرانكو نيرو في موقع الفيلم